# گابور کوباتو
گابور کوباتُو (مجاری: Kubatov Gábor، زادهٔ ۱۷ فوریه ۱۹۶۶، بوداپست) مدیر حزب فیدس، عضو پارلمان و مدیر باشگاه فوتبال فرنتس‌واروش است. بر اساس فشارسنج نفوذ ۲۰۲۰، او دهمین فرد اثرگذار در مجارستان است.